# Северное сияние (песня)
«Северное сияние» — песня, написанная украинским исполнителем Иваном Дорном и продюсером Романом Мясниковым. Композиция была выпущена как пятый сингл из дебютного альбома певца Co'N'Dorn (2012).

## Запись, музыка и текст
Песня была записана в период, когда исполнитель начал гастролировать по украинским городам со своей первой концертной программой. По признаниям Дорна, в то время его группа не могла привлечь широкую аудиторию на свои концерты, но у него не было желания специально создавать популярную музыку. Вдохновением для создания «Северного сияния» послужил фильм телеканала BBC о группе Queen, их артист называл «стопроцентными новаторами, которые шли вразрез с принятыми нормами». Особенно он выделял песню «Bohemian Rhapsody», в которой английская группа соединила «пение акапелла, рок- и поп-музыку, оперу, балладу и хеви-метал» и которая не вписывалась ни в один известный формат. Дорн признавался, что считает правильным экспериментирование с различными стилями музыки.
Для песни Дорн придумал джазовую гармонию. В интервью для программы «Акулы пера: чёрный квадрат», исполнитель говорил, что записывалась песня совместно с Романом Bestseller и в какой-то момент им было «просто лень» создавать ритмический рисунок ударных для композиции. В итоге они стали «перебирать барабанные семплы и наткнулись на олдскульный „апачи-дэнс“, который использовал, например, Fatboy Slim». Семпл ударных, по словам исполнителя, «все ассоциируют с брейк-дансом», но в «Северном сиянии» музыканты пытались сделать его лирическим. Дорн объяснял «Акулам пера», что сознательно пошёл на этот шаг, чтобы создать контраст между «тяжёлыми» ударными и красивой гармонией. В итоге песню отнесли к жанру даунтемпо.

## Семпл
Во вступлении играет семпл из трека Apache исполнителя Incredible Bongo Band.

## Реакция критики
В целом песня получила положительные отзывы от критиков, музыкальных журналистов и программных директоров радиостанций, достигнув 3 места в «Экспертном чарте» портала RedStarMusic.ru. Наталья Зайцева из «Русского репортёра» положительно отозвалась о композиции и писала: «В песне (как и в самом Дорне) хоть и есть некоторая ирония, но по большому счету она романтическая — о любви, а не о сексе. И, кстати, неплохая песня». Екатерина Жгутова из MuseCube.org описала «Северное сияние» как «чистый гимн робкого и застенчивого хипстера». Антон Вербещук и Олесь Николенко из украинского портала Top10.ua включили песню в рейтинг «30 украинских песен 2011», поместив её на девятую позицию. Отмечая, что покинув группу «Пара нормальных», певец стал выпускать взрослые поп-хиты, они описывали «Северное сияние» как «настоящий авторский продукт».

## Участники записи
- Иван Дорн — автор, вокал, бэк-вокал, продюсер
- Роман Мясников — продюсер, саунд-продюсер, автор музыки, аранжировка

## Чарты
| Страна/территория (Чарт)          | Высшая Позиция |
| --------------------------------- | -------------- |
| (Красная звезда. Сводный чарт)    | 13             |
| (Красная звезда. Чарт продаж)     | 11             |
| (Красная звезда. Видеочарт)       | 5              |
| (Красная звезда. Народный чарт)   | 57             |
| (Красная звезда. Экспертный чарт) | 3              |
| (Tophit Общий Топ-100)            | 197            |
| (Tophit Топ-100 по заявкам)       | 157            |